# Fordville
Fordville è un centro abitato (city) degli Stati Uniti d'America, situato nella Contea di Walsh, nello Stato del Dakota del Nord. Nel censimento del 2000 la popolazione era di 266 abitanti. La città è stata fondata nel 1905.

## Geografia fisica
Secondo i rilevamenti dell'United States Census Bureau, la località di Fordville si estende su una superficie di 2,60 km², tutti occupati da terre.

## Popolazione
Secondo il censimento del 2000, a Fordville vivevano 266 persone, ed erano presenti 73 gruppi familiari. La densità di popolazione era di 102 ab./km². Nel territorio comunale si trovavano 131 unità edificate. Per quanto riguarda la composizione etnica degli abitanti, il 95,11% era bianco, lo 0,75% era afroamericano, il 3,38% era nativo, lo 0,38% apparteneva ad altre razze e lo 0,38% a due o più. La popolazione di ogni razza ispanica corrispondeva all'1,13% degli abitanti.
Per quanto riguarda la suddivisione della popolazione in fasce d'età, il 27,8% era al di sotto dei 18, il 5,6% fra i 18 e i 24, il 23,3% fra i 25 e i 44, il 20,7% fra i 45 e i 64, mentre infine il 22,6% era al di sopra dei 65 anni di età. L'età media della popolazione era di 39 anni. Per ogni 100 donne residenti vivevano 98,5 maschi.